# Gilles Villeneuve
Gilles Villeneuve (Berthierville, 18. siječnja 1950. – Leuven, 8. svibnja 1982.), kanadski automobilist, jedan od najvećih vozača u povijesti Formule 1.

## Životopis
Gilles Villeneuve je rođen 1950. godine u Richeliu, malom gradu u provinciji Quebec. Svoju profesionalnu karijeru vozača utrka počeo je u lokalnim utrkama popularnim snowmobilima. Idući korak je bila Atlantic formula gdje je također bio vrlo uspješan. Svoj debitantski nastup u Formuli 1, oktanskom cirkusu, zabilježio je 1977. godine za momčad Mclaren-a u Velikoj Britaniji na popularnoj stazi Silverstone. Nakon debitantske sezone, 1978. godine potpisao je ugovor za Ferrari te je do kraja svoje karijere, odnosno smrti vozio za Ferrari. U svojoj karijeri ostvario je 6 pobjeda te je gotovo postao svjetski prvak 1979. kada mu je nedostajalo 5 bodova da bude bolji od suvozača u Ferrariju Jodya Schecktera. 1981. godine u Ferrari je stigao Didier Pironi. 

### Pogibija 1982. godine
U sezoni 1982. u Ferrariju je zbog rivalstva između pridošlog Pironija i Villeneuva došlo do nesuglasica koje su najviše prouzrokovane Pironijevim nepoštivanjem pravila momčadi na utrci u Imoli. Taj sukob utjecao je na Villeneuva koji se sada želio dokazati kao bolji vozač. Dva tjedna kasnije Villeneuve pogiba u stravičnoj nesreći u belgijskom Zolderu. Pri brzini od gotovo 230 km/h dolazi do kontakta između bolida Gillesa Villeneuva i Jochena Massa te kao posljedica kontakta Ferrari biva lansiran u zrak te nakon 100 metara prednjim dijelom udara u zemlju. Udarac je bio toliko strašan da je doslovno "prepolovio" Ferrari Gillesa Villeneuva koji je preminuo dva sata kasnije u bolnici.

## Vanjske poveznice
- Gilles Villeneuve  Arhivirana inačica izvorne stranice od 8. svibnja 2021. (Wayback Machine)